# Narayani (zona)
Narayani (em nepali: नारायणी अञ्चल; transl. Narayani Añcal) é uma zona do Nepal. Está inserida na região do Centro. Tem uma população de 2 466 138 habitantes e uma área de 8 313 km². A capital é a cidade de Hetauda.

## Distritos
A zona de Narayani está dividida em cinco distritos:
- Bara
- Chitwan
- Makwanpur
- Parsa
- Rautahat